# Ian G. Macdonald
Pour les articles homonymes, voir Ian McDonald et MacDonald.
Ian Grant Macdonald (11 octobre 1928 à Londres et mort le 8 août 2023) est un mathématicien britannique connu pour ses contributions sur les fonctions symétriques (en), les fonctions spéciales, la théorie des algèbres de Lie et d'autres aspects de la combinatoire algébrique.

## Biographie
Il fait ses études au Collège de Winchester et au Trinity College de Cambridge, obtenant son diplôme en 1952. Il travaille cinq ans dans la fonction publique. En 1957, Max Newman lui propose un poste à l'université de Manchester. En 1960, il passe à l'université d'Exeter et en 1963, il devient Fellow du Magdalen College (Oxford). De 1972 à 1976, il occupa la chaire Fielden (en) à Manchester. En 1976, il devient professeur au Queen Mary and Westfield College de Londres. Son nombre d'Erdős est 2.
Il travaille sur les produits symétriques (en) des courbes algébriques, les algèbres de Jordan, la théorie des représentations de groupes sur des corps locaux. En 1972, il démontre les identités de Macdonald (en), en prolongeant l'idée de Freeman Dyson. Son livre de 1979 Symmetric Functions and Hall Polynomials devient un classique. La théorie des fonctions symétriques est ancienne et fait partie de la théorie des équations, à laquelle conduisent à la fois la K-théorie et la théorie des représentations. Le texte de Macdonald est le premier à présenter une grande partie de la théorie classique, comme les polynômes de Hall, les fonctions de Schur, la règle de Littlewood-Richardson, avec une approche algébrique abstraite. C'est à la fois une présentation de l'état de l'art et, en partie, un travail de recherche, et il a un impact très important dans le domaine. Les polynômes de Macdonald portent désormais son nom. Ses conjectures énoncées en 1982 ont aussi beaucoup d'influence.
Macdonald reçoit le prix Pólya en 1991 et le prix Steele pour la vulgarisation mathématique en 2009.

## Sélection de publications
- (en) Michael Atiyah et Ian G. Macdonald, Introduction to Commutative Algebra, Reading (Mass.) etc., Addison-Wesley, 1969, 129 p. (ISBN 0-201-00361-9)
- Affine Hecke algebras and orthogonal polynomials, Cambridge Tracts in Mathematics, 157, CUP, 2003  (ISBN 0-521-82472-9) lien Math Reviews
- Symmetric functions and Hall polynomials, 2e éd., Oxford Mathematical Monographs, Oxford Science Publications, Clarendon, OUP, New York, 1995  (ISBN 0-19-853489-2) lien Math Reviews
- Symmetric functions and orthogonal polynomials, Dean Jacqueline B. Lewis Memorial Lectures presented at Rutgers University, New Brunswick, NJ, University Lecture Series, 12, AMS, 1998  (ISBN 0-8218-0770-6) lien Math Reviews